# Ludvig af Frankrig (1682-1712)
Ludvig af Frankrig, Hertug af Burgund (fransk: Louis de France, duc de Bourgogne) (født 6. august 1682, død 18. februar 1712) var en fransk prins, der var fransk tronfølger fra 1711 til 1712. For at adskille ham fra sin far, er han efter sin død kaldet Den Lille Dauphin(fransk: le Petit Dauphin).
Han var den ældste søn af den franske tronfølger Ludvig af Frankrig i hans ægteskab med Maria Anna Victoria af Bayern. Hans far var den ældste søn af Kong Ludvig 14. af Frankrig og havde været tronfølger fra fødslen. 
Han giftede sig med Marie-Adélaïde af Savoyen (1685–1712) i 1697. De fik tre børn:
- Ludvig (1704–1705), hertug af Bretagne
- Ludvig (1707–1712), hertug af Bretagne, derefter dauphin af Frankrig
- Ludvig (1710–1774), konge af Frankrig som Ludvig 15. 1715–1774

Ludvig var tronfølger i knap et år, efter hans far døde den 14. april 1711. Han døde imidlertid selv ti måneder senere af mæslinger i 1712. Samme år døde også hans hustru og anden søn. Dermed blev det hans tredje og eneste overlevende søn, Ludvig, der efterfulgte sin oldefar som konge af Frankrig i 1715.